# Велика Волиця
Вели́ка Воли́ця — село в Україні, у Любарській селищній територіальній громаді Житомирського району Житомирської області. Чисельність населення становить 919 осіб (2001). У 1923—2017 роках — адміністративний центр колишньої сільської ради.

## Загальна інформація
Розміщене на берегах річки Каранька, притоці Случі, за 15 км від Любара та 46 км від залізничної станції Печанівка.

## Населення
Станом на 1885 рік в селі мешкало 1 307 осіб, налічувалося 191 дворове господарство.
За переписом 1897 року кількість мешканців зросла до 1950 осіб (995 чоловічої статі та 955 — жіночої), з яких 1 762 — православної віри.
Наприкінці 19 століття кількість населення становила 2 009 осіб, дворів — 325, у 1906 році — 2 090 мешканців, дворів — 345, у 1923 році — 354 двори та 1 837 мешканців.
Відповідно до перепису населення СРСР 17 грудня 1926 року, чисельність населення становила 2 182 особи, з них 1 048 чоловіків та 1 134 жінки; етнічний склад: українців — 2 142, росіян — 5, євреїв — 21, поляків — 10, інших — 4. Кількість домогосподарств — 505, з них несільського типу — 7.
Станом на 1972 рік кількість населення становила 1 308 осіб, дворів — 350.
Відповідно до результатів перепису населення СРСР, кількість населення, станом на 12 січня 1989 року, становила 920 осіб. Станом на 5 грудня 2001 року, відповідно до перепису населення України, кількість мешканців села становила 919 осіб.

### Мова
Розподіл населення за рідною мовою за даними перепису 2001 року:
| Мова       | Кількість | Відсоток |
| ---------- | --------- | -------- |
| українська | 918       | 99.89%   |
| російська  | 1         | 0.11%    |
| Усього     | 919       | 100%     |

## Історія
Рік заснування — невідомий. Перша письмова згадка про село — 1601 рік: згадується у переліку спустошених та спалених татарами містечок та сіл Луцького повіту від 7 грудня 1601 року під назвою с. Волиця Любартівської волості. Згадується в люстрації Київського воєводства 1754 року, як село Волиця, що перебувало у посесії Вележинського, сплачувало 7 злотих і 24,5 гроші до замку та 31 злотий і 8 грошів до скарбу.
Станом на 1885 рік — колишнє власницьке село Мотовилівської волості Житомирського повіту Волинської губернії; існували православна церква, католицька каплиця, 2 заїзди, лавка, 8 вітряних млин і винокурний завод.
Наприкінці 19 століття — село Мотовилівської волості Житомирського повіту, за 90 (за іншими даними — 100) верст від Житомира, 15 верст від найближчої поштової станції у Любарі, 35 верст від залізничної станції Печанівка, лежало на річці Каранька, притоці Случі, та двох ставах. Власність Ромерів, раніше Бушинських. В обійсті поміщика Антона Ромера була каплиця. Дворів — 184, православних — 1485 осіб, римокатоликів — 44, юдеїв близько 80 осіб. В селі був гарний поміщицький палац, гуральня, славилося заможністю селян. Дерев'яну церкву збудовано 1787 року за кошти вірян. Дерев'яну дзвіницю на кам'яному підмурівку, з облаштованою на нижньому поверсі церквою, збудовано 1873 року. Земель при церкві — 42 десятини, розміщувалися за 2 версти. Сусідні парафії — Мотовилівка (1 верста), Носівки (10 верст).
У 1906 році — село Мотовилівської волості (4-го стану) Житомирського повіту Волинської губернії. Відстань до губернського та повітового центру, м. Житомир, становила 100 верст, до волосного центру, с. Мотовилівка — 2 версти. Найближче поштово-телеграфне відділення розташовувалося у Любарі.
У березні 1921 року, в складі волості, увійшло до новоутвореного Полонського повіту Волинської губернії. У 1923 році включене до складу новоствореної Великоволицької сільської ради, яка, 7 березня 1923 року, включена до складу новоутвореного Любарського району Житомирської округи, адміністративний центр ради. Розміщувалося за 14 верст від районного центру, містечка Любар. 17 червня 1925 року Любарський район передано до складу Бердичівської округи. Відстань до районного центру, міст. Любар — 15 верст, до окружного центру, в Бердичеві — 65 верст, до найближчої залізничної станції, Семки — 20 верст.
На фронтах Німецько-радянської війни воювали 198 селян, з них 83 загинули, 78 — нагороджені орденами та медалями. У 1960 році на їх честь споруджено пам'ятник.
В радянські часи в селі розміщувалася центральна садиба колгоспу, який обробляв 1 958 га земель, в тому числі 1 578 га — ріллі. Господарство зерно-тваринницького напрямку, мало млин та олійницю. В селі були восьмирічна школа, будинок культури, бібліотека, дільнична лікарня, аптека, дитячі ясла.
30 грудня 1962 року, в складі сільської ради, включене до Дзержинського району, 4 січня 1965 року повернуте до складу відновленого Любарського району Житомирської області.
10 березня 2017 року включене до складу новоствореної Любарської селищної територіальної громади Любарського району Житомирської області. Від 19 липня 2020 року, разом з громадою, в складі новоствореного Житомирського району Житомирської області.